# 普特尼桥
普特尼橋（英語：Putney Bridge）是英國倫敦泰晤士河上的一座橋樑，連接南岸的普特尼和北岸的富勒姆，兩端都有中世紀的教區教堂。1729年至1886年第一座帕特尼橋建造在現址稍北的地區，當時亦稱富勒姆橋（Fulham Bridge）。

## 历史

### 现在的普特尼桥
1879年大都會工務委員會買下舊橋。1880年停收过桥費，并開始計劃建造新桥。現在的五拱普特尼橋由工程師約瑟夫·巴瑟傑特設計，由約翰·沃德爾在1882年4月12日始建，1886年5月29日建成。現在是倫敦的二級登錄建築。
1933年，桥拓宽至其目前的三个车道。
帕特尼桥星期六时交通一般很繁忙，因为这是富勒姆足球俱乐部的球迷过河的要道。
1953年3月，John Christie在这里被逮捕。
2007年，有人在桥梁上砸了几个洞，桥梁遭到了损坏。
2014年7月14日，普特尼桥关闭了，这持续了3个月。2014年9月26日桥梁重新开放。

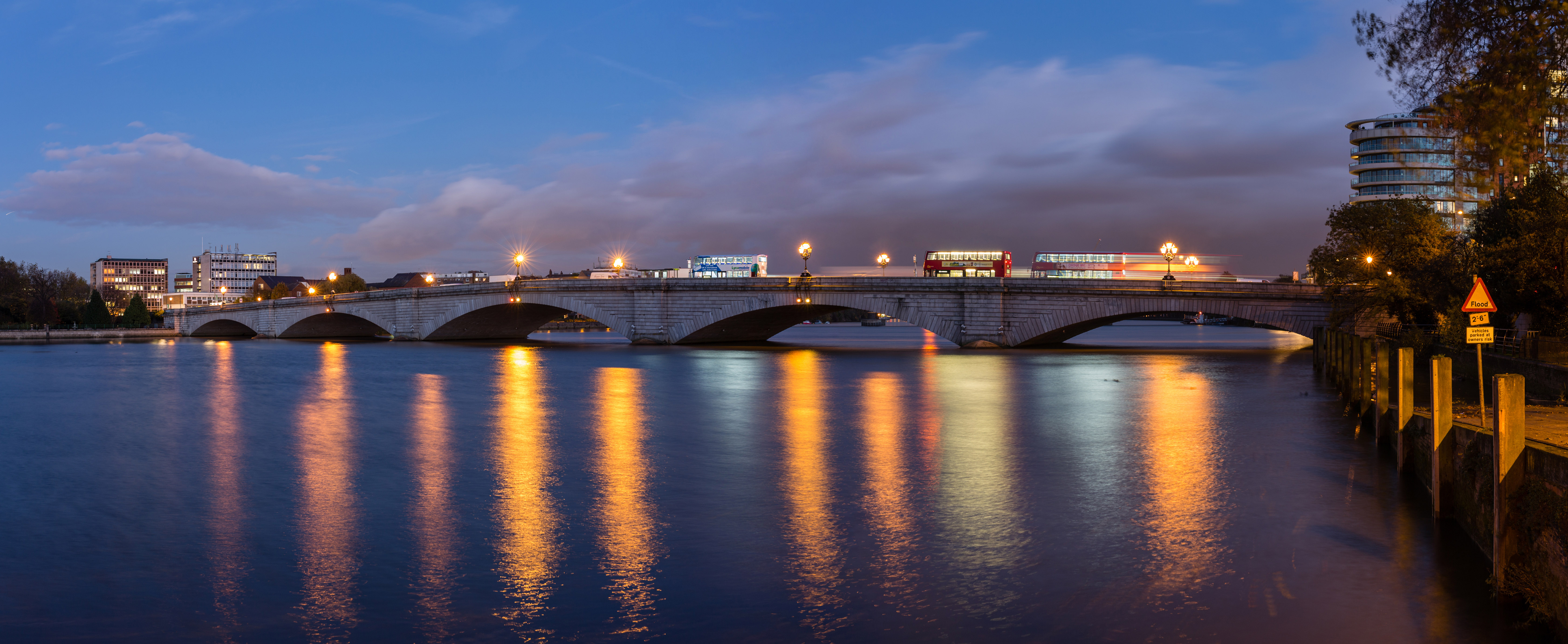
普特尼桥的景色

## 外部連結
- Structurae数据库中Putney Bridge的数据

51°28′00″N 0°12′48″W / 51.46665°N 0.21339°W